# Robin Fellhauer
Robin Salvatore Fellhauer (Mannheim, 21 gennaio 1998) è un calciatore tedesco, difensore dell'Augusta.

## Carriera

### Club
Ha iniziato a giocare a calcio nelle giovanili del Saarbrücken, per poi passare al Friburgo nel 2014. Nel 2016 è stato promosso nella squadra riserve, dove ha giocato per tre stagioni collezionando 40 presenze.
Il 2 settembre 2019 è stato acquistato a titolo definitivo dall'Elversberg, club di Regiongalliga. Con i bianconeri è stato protagonista di una doppia promozione fra il 2022 ed il 2023 che ha portato il club in 2. Bundesliga per la prima volta nella sua storia. A partire dalla stagione 2024-2025 è stato nominato nuovo capitano.
Il 28 giugno 2025 viene acquistato a titolo definitivo dall'Augsburg, club di Bundesliga.

### Nazionale
Ha giocato con le nazionali giovanili tedesche Under-15, Under-16 ed Under-18.

## Statistiche

### Presenze e reti nei club
Statistiche aggiornate al 31 marzo 2025.
| Stagione           | Squadra            | Campionato         | Campionato | Campionato | Coppe nazionali | Coppe nazionali | Coppe nazionali | Coppe continentali | Coppe continentali | Coppe continentali | Altre coppe | Altre coppe | Altre coppe | Totale | Totale | Totale |
| Stagione           | Squadra            | Comp               | Pres       | Reti       | Comp            | Pres            | Reti            | Comp               | Pres               | Reti               | Comp        | Pres        | Reti        | Pres   | Reti   |        |
| ------------------ | ------------------ | ------------------ | ---------- | ---------- | --------------- | --------------- | --------------- | ------------------ | ------------------ | ------------------ | ----------- | ----------- | ----------- | ------ | ------ | ------ |
| 2017-2018          | Friburgo II        | RL                 | 12         | 0          | -               | -               | -               | -                  | -                  | -                  | -           | -           | -           | 12     | 0      |        |
| 2018-2019          | Friburgo II        | RL                 | 25         | 0          | -               | -               | -               | -                  | -                  | -                  | -           | -           | -           | 25     | 0      |        |
| giu.-set.2019      | Friburgo II        | RL                 | 3          | 0          | -               | -               | -               | -                  | -                  | -                  | -           | -           | -           | 3      | 0      |        |
| Totale Friburgo II | Totale Friburgo II | Totale Friburgo II | 40         | 0          |                 | -               | -               |                    | -                  | -                  |             | -           | -           | 40     | 0      |        |
| 2019-2020          | Elversberg         | RL                 | 6          | 0          | CG              | 0               | 0               | -                  | -                  | -                  | -           | -           | -           | 6      | 0      |        |
| 2020-2021          | Elversberg         | RL                 | 38         | 3          | CG              | 1               | 1               | -                  | -                  | -                  | -           | -           | -           | 39     | 4      |        |
| 2021-2022          | Elversberg         | RL                 | 31         | 2          | CG              | 1               | 0               | -                  | -                  | -                  | -           | -           | -           | 32     | 2      |        |
| 2022-2023          | Elversberg         | 3L                 | 32         | 4          | CG              | 2               | 0               | -                  | -                  | -                  | -           | -           | -           | 34     | 4      |        |
| 2023-2024          | Elversberg         | 2L                 | 29         | 0          | CG              | 0               | 0               | -                  | -                  | -                  | -           | -           | -           | 29     | 0      |        |
| 2024-2025          | Elversberg         | 2L                 | 19         | 4          | CG              | 1               | 1               | -                  | -                  | -                  | -           | -           | -           | 20     | 5      |        |
| Totale carriera    | Totale carriera    | Totale carriera    | 195        | 13         |                 | 5               | 2               |                    | -                  | -                  |             | -           | -           | 200    | 15     |        |

## Palmarès

### Club

#### Competizioni nazionali
- Regionalliga: 1

Elversberg: 2021-2022 (Südwest)
- 3. Liga: 1

Elversberg: 2022-2023